# Ruta de Occitania 2022
La 46.ª edición de la competición ciclista Ruta de Occitania (llamado oficialmente: La Route d'Occitanie) fue una carrera de ciclismo en ruta por etapas que se celebró entre el 16 y el 19 de junio de 2022 en Francia con inicio en la ciudad de Séméac y final en la ciudad de Auterive, sobre una distancia total de 706 km.
La carrera hizo parte del UCI Europe Tour 2022, calendario ciclístico de los Circuitos Continentales UCI, dentro de la categoría 2.1 y fue ganada por el canadiense Michael Woods del Israel-Premier Tech. Completaron el podio, como segundo y tercer clasificado respectivamente, los españoles Carlos Rodríguez del INEOS Grenadiers y Jesús Herrada del Cofidis.

## Equipos participantes
Tomaron parte en la carrera 21 equipos de los cuales 9 fueron de categoría UCI WorldTeam, 7 de categoría UCI ProTeam y 5 de categoría Continental, quienes formaron un pelotón de 144 ciclistas de los que acabaron 112. Los equipos participantes fueron:
| WorldTeams (9)- AG2R Citroën Team - Astana Qazaqstan Team - Cofidis - EF Education-EasyPost - Groupama-FDJ - Ineos Grenadiers - Israel-Premier Tech - Movistar Team - Trek-Segafredo ProTeams (7)- Arkéa-Samsic - B&B Hotels-KTM - Burgos-BH - Caja Rural-Seguros RGA - Equipo Kern Pharma - TotalEnergies - Uno-X Pro Cycling Team Equipos continentales (5)- Bike Aid - Go Sport-Roubaix Lille Métropole - Nice Métropole Côte d'Azur - Team U Nantes Atlantique - Saint Michel-Auber 93 |
| |

## Recorrido
La Ruta de Occitania dispuso de cuatro etapas dividido en una etapa llana, una etapa de media montaña, una etapa de montaña y una etapa escarpada para un recorrido total de 706 kilómetros.
| Etapa     | Fecha     | Recorrido                                 | type                   | Distancia (km) | Desnivel (m) | Ganador           | Líder         |
| --------- | --------- | ----------------------------------------- | ---------------------- | -------------- | ------------ | ----------------- | ------------- |
| 1.ª etapa | 16 de jun | Séméac – L'Isle-Jourdain                  | etapa llana            | 174,4          | 1708 m       | Arnaud Démare     | Arnaud Démare |
| 2.ª etapa | 17 de jun | Belmont-sur-Rance – Roquefort-sur-Soulzon | etapa de media montaña | 33,6           |              | Roger Adrià       | Roger Adrià   |
| 3.ª etapa | 18 de jun | Sigean – Les Angles                       | etapa de montaña       | 188,7          | 4503 m       | Michael Woods     | Michael Woods |
| 4.ª etapa | 19 de jun | Les Angles – Auterive                     | etapa escarpada        | 188,3          | 1939 m       | Niccolò Bonifazio | Michael Woods |

## Desarrollo de la carrera

### 1.ª etapa
| Séméac - L'Isle-Jourdain | etapa llana | (174,4 km) |

| \| Clasificación de la etapa \| Clasificación de la etapa \| Clasificación de la etapa \| Clasificación de la etapa \| Clasificación de la etapa \| \| Ciclista \| Ciclista \| Equipo \| Tiempo \| \| \| ------------------------- \| ------------------------- \| -------------------------------- \| ------------------------- \| ------------------------- \| \| 1.º \| Arnaud Démare \| Groupama-FDJ \| 4 h 13 min 55 s \| \| \| 2.º \| Pierre Barbier \| B&B Hotels-KTM \| + 0 s \| \| \| 3.º \| Elia Viviani \| Ineos Grenadiers \| + 0 s \| \| \| 4.º \| Thomas Boudat \| Go Sport-Roubaix Lille Métropole \| + 0 s \| \| \| 5.º \| Max Kanter \| Movistar Team \| + 0 s \| \| \| 6.º \| Davide Cimolai \| Cofidis \| + 0 s \| \| \| 7.º \| Niccolò Bonifazio \| TotalEnergies \| + 0 s \| \| \| 8.º \| Léo Bouvier \| Bike Aid \| + 0 s \| \| \| 9.º \| Andrea Vendrame \| AG2R Citroën Team \| + 0 s \| \| \| 10.º \| Jon Aberasturi \| Trek-Segafredo \| + 0 s \| \| |                   |                                  |                 |
| |                   |                                  |                 |
| |                   |                                  |                 |
| Clasificación de la etapa |                   |                                  |                 |
| Ciclista | Ciclista          | Equipo                           | Tiempo          |
| 1.º | Arnaud Démare     | Groupama-FDJ                     | 4 h 13 min 55 s |
| 2.º | Pierre Barbier    | B&B Hotels-KTM                   | + 0 s           |
| 3.º | Elia Viviani      | Ineos Grenadiers                 | + 0 s           |
| 4.º | Thomas Boudat     | Go Sport-Roubaix Lille Métropole | + 0 s           |
| 5.º | Max Kanter        | Movistar Team                    | + 0 s           |
| 6.º | Davide Cimolai    | Cofidis                          | + 0 s           |
| 7.º | Niccolò Bonifazio | TotalEnergies                    | + 0 s           |
| 8.º | Léo Bouvier       | Bike Aid                         | + 0 s           |
| 9.º | Andrea Vendrame   | AG2R Citroën Team                | + 0 s           |
| 10.º | Jon Aberasturi    | Trek-Segafredo                   | + 0 s           |

| \| Clasificación general \| Clasificación general \| Clasificación general \| Clasificación general \| Clasificación general \| \| Ciclista \| Ciclista \| Equipo \| Tiempo \| \| \| --------------------- \| --------------------- \| -------------------------------- \| --------------------- \| --------------------- \| \| 1.º \| Arnaud Démare \| Groupama-FDJ \| 4 h 13 min 45 s \| \| \| 2.º \| Pierre Barbier \| B&B Hotels-KTM \| + 4 s \| \| \| 3.º \| Elia Viviani \| Ineos Grenadiers \| + 6 s \| \| \| 4.º \| Jean Goubert \| Nice Métropole Côte d'Azur \| + 8 s \| \| \| 5.º \| Thomas Boudat \| Go Sport-Roubaix Lille Métropole \| + 10 s \| \| \| 6.º \| Max Kanter \| Movistar Team \| + 10 s \| \| \| 7.º \| Davide Cimolai \| Cofidis \| + 10 s \| \| \| 8.º \| Niccolò Bonifazio \| TotalEnergies \| + 10 s \| \| \| 9.º \| Léo Bouvier \| Bike Aid \| + 10 s \| \| \| 10.º \| Andrea Vendrame \| AG2R Citroën Team \| + 10 s \| \| |                   |                                  |                 |
| |                   |                                  |                 |
| |                   |                                  |                 |
| Clasificación general |                   |                                  |                 |
| Ciclista | Ciclista          | Equipo                           | Tiempo          |
| 1.º | Arnaud Démare     | Groupama-FDJ                     | 4 h 13 min 45 s |
| 2.º | Pierre Barbier    | B&B Hotels-KTM                   | + 4 s           |
| 3.º | Elia Viviani      | Ineos Grenadiers                 | + 6 s           |
| 4.º | Jean Goubert      | Nice Métropole Côte d'Azur       | + 8 s           |
| 5.º | Thomas Boudat     | Go Sport-Roubaix Lille Métropole | + 10 s          |
| 6.º | Max Kanter        | Movistar Team                    | + 10 s          |
| 7.º | Davide Cimolai    | Cofidis                          | + 10 s          |
| 8.º | Niccolò Bonifazio | TotalEnergies                    | + 10 s          |
| 9.º | Léo Bouvier       | Bike Aid                         | + 10 s          |
| 10.º | Andrea Vendrame   | AG2R Citroën Team                | + 10 s          |

### 2.ª etapa
| Belmont-sur-Rance - Roquefort-sur-Soulzon | etapa de media montaña | (33,6 km) |

| \| Clasificación de la etapa \| Clasificación de la etapa \| Clasificación de la etapa \| Clasificación de la etapa \| Clasificación de la etapa \| \| Ciclista \| Ciclista \| Equipo \| Tiempo \| \| \| ------------------------- \| ------------------------- \| ------------------------- \| ------------------------- \| ------------------------- \| \| 1.º \| Roger Adrià \| Equipo Kern Pharma \| 42 min 42 s \| \| \| 2.º \| Michael Valgren \| EF Education-EasyPost \| + 0 s \| \| \| 3.º \| Julien Simon \| TotalEnergies \| + 0 s \| \| \| 4.º \| Max Kanter \| Movistar Team \| + 0 s \| \| \| 5.º \| Axel Mariault \| Team U Nantes Atlantique \| + 0 s \| \| \| 6.º \| Michael Woods \| Israel-Premier Tech \| + 0 s \| \| \| 7.º \| Filippo Baroncini \| Trek-Segafredo \| + 0 s \| \| \| 8.º \| Jonas Gregaard \| Uno-X Pro Cycling Team \| + 0 s \| \| \| 9.º \| Odd Christian Eiking \| EF Education-EasyPost \| + 0 s \| \| \| 10.º \| Andrea Vendrame \| AG2R Citroën Team \| + 0 s \| \| |                      |                          |             |
| |                      |                          |             |
| |                      |                          |             |
| Clasificación de la etapa |                      |                          |             |
| Ciclista | Ciclista             | Equipo                   | Tiempo      |
| 1.º | Roger Adrià          | Equipo Kern Pharma       | 42 min 42 s |
| 2.º | Michael Valgren      | EF Education-EasyPost    | + 0 s       |
| 3.º | Julien Simon         | TotalEnergies            | + 0 s       |
| 4.º | Max Kanter           | Movistar Team            | + 0 s       |
| 5.º | Axel Mariault        | Team U Nantes Atlantique | + 0 s       |
| 6.º | Michael Woods        | Israel-Premier Tech      | + 0 s       |
| 7.º | Filippo Baroncini    | Trek-Segafredo           | + 0 s       |
| 8.º | Jonas Gregaard       | Uno-X Pro Cycling Team   | + 0 s       |
| 9.º | Odd Christian Eiking | EF Education-EasyPost    | + 0 s       |
| 10.º | Andrea Vendrame      | AG2R Citroën Team        | + 0 s       |

| \| Clasificación general \| Clasificación general \| Clasificación general \| Clasificación general \| Clasificación general \| \| Ciclista \| Ciclista \| Equipo \| Tiempo \| \| \| --------------------- \| ---------------------- \| --------------------- \| --------------------- \| --------------------- \| \| 1.º \| Roger Adrià \| Equipo Kern Pharma \| 4 h 56 min 27 s \| \| \| 2.º \| Arnaud Démare \| Groupama-FDJ \| + 0 s \| \| \| 3.º \| Michael Valgren \| EF Education-EasyPost \| + 4 s \| \| \| 4.º \| Julien Simon \| TotalEnergies \| + 6 s \| \| \| 5.º \| Max Kanter \| Movistar Team \| + 10 s \| \| \| 6.º \| Andrea Vendrame \| AG2R Citroën Team \| + 10 s \| \| \| 7.º \| Óscar Pelegrí \| Burgos-BH \| + 10 s \| \| \| 8.º \| Nairo Quintana \| Arkéa-Samsic \| + 10 s \| \| \| 9.º \| Cyril Barthe \| B&B Hotels-KTM \| + 10 s \| \| \| 10.º \| Valentin Paret-Peintre \| AG2R Citroën Team \| + 10 s \| \| |                        |                       |                 |
| |                        |                       |                 |
| |                        |                       |                 |
| Clasificación general |                        |                       |                 |
| Ciclista | Ciclista               | Equipo                | Tiempo          |
| 1.º | Roger Adrià            | Equipo Kern Pharma    | 4 h 56 min 27 s |
| 2.º | Arnaud Démare          | Groupama-FDJ          | + 0 s           |
| 3.º | Michael Valgren        | EF Education-EasyPost | + 4 s           |
| 4.º | Julien Simon           | TotalEnergies         | + 6 s           |
| 5.º | Max Kanter             | Movistar Team         | + 10 s          |
| 6.º | Andrea Vendrame        | AG2R Citroën Team     | + 10 s          |
| 7.º | Óscar Pelegrí          | Burgos-BH             | + 10 s          |
| 8.º | Nairo Quintana         | Arkéa-Samsic          | + 10 s          |
| 9.º | Cyril Barthe           | B&B Hotels-KTM        | + 10 s          |
| 10.º | Valentin Paret-Peintre | AG2R Citroën Team     | + 10 s          |

### 3.ª etapa
| Sigean - Les Angles | etapa de montaña | (188,7 km) |

| \| Clasificación de la etapa \| Clasificación de la etapa \| Clasificación de la etapa \| Clasificación de la etapa \| Clasificación de la etapa \| \| Ciclista \| Ciclista \| Equipo \| Tiempo \| \| \| ------------------------- \| ------------------------- \| ------------------------- \| ------------------------- \| ------------------------- \| \| 1.º \| Michael Woods \| Israel-Premier Tech \| 5 h 23 min 35 s \| \| \| 2.º \| Carlos Rodríguez \| Ineos Grenadiers \| + 1 min 11 s \| \| \| 3.º \| Jesús Herrada \| Cofidis \| + 1 min 12 s \| \| \| 4.º \| Alejandro Valverde \| Movistar Team \| + 1 min 12 s \| \| \| 5.º \| Mattias Skjelmose \| Trek-Segafredo \| + 1 min 34 s \| \| \| 6.º \| Odd Christian Eiking \| EF Education-EasyPost \| + 1 min 35 s \| \| \| 7.º \| Jonas Gregaard \| Uno-X Pro Cycling Team \| + 1 min 35 s \| \| \| 8.º \| Nairo Quintana \| Arkéa-Samsic \| + 1 min 35 s \| \| \| 9.º \| Cristián Rodríguez \| TotalEnergies \| + 1 min 35 s \| \| \| 10.º \| Michel Ries \| Arkéa-Samsic \| + 2 min 26 s \| \| |                      |                        |                 |
| |                      |                        |                 |
| |                      |                        |                 |
| Clasificación de la etapa |                      |                        |                 |
| Ciclista | Ciclista             | Equipo                 | Tiempo          |
| 1.º | Michael Woods        | Israel-Premier Tech    | 5 h 23 min 35 s |
| 2.º | Carlos Rodríguez     | Ineos Grenadiers       | + 1 min 11 s    |
| 3.º | Jesús Herrada        | Cofidis                | + 1 min 12 s    |
| 4.º | Alejandro Valverde   | Movistar Team          | + 1 min 12 s    |
| 5.º | Mattias Skjelmose    | Trek-Segafredo         | + 1 min 34 s    |
| 6.º | Odd Christian Eiking | EF Education-EasyPost  | + 1 min 35 s    |
| 7.º | Jonas Gregaard       | Uno-X Pro Cycling Team | + 1 min 35 s    |
| 8.º | Nairo Quintana       | Arkéa-Samsic           | + 1 min 35 s    |
| 9.º | Cristián Rodríguez   | TotalEnergies          | + 1 min 35 s    |
| 10.º | Michel Ries          | Arkéa-Samsic           | + 2 min 26 s    |

| \| Clasificación general \| Clasificación general \| Clasificación general \| Clasificación general \| Clasificación general \| \| Ciclista \| Ciclista \| Equipo \| Tiempo \| \| \| --------------------- \| --------------------- \| ---------------------- \| --------------------- \| --------------------- \| \| 1.º \| Michael Woods \| Israel-Premier Tech \| 10 h 19 min 59 s \| \| \| 2.º \| Carlos Rodríguez \| Ineos Grenadiers \| + 1 min 16 s \| \| \| 3.º \| Jesús Herrada \| Cofidis \| + 1 min 21 s \| \| \| 4.º \| Alejandro Valverde \| Movistar Team \| + 1 min 24 s \| \| \| 5.º \| Mattias Skjelmose \| Trek-Segafredo \| + 1 min 47 s \| \| \| 6.º \| Nairo Quintana \| Arkéa-Samsic \| + 1 min 48 s \| \| \| 7.º \| Odd Christian Eiking \| EF Education-EasyPost \| + 1 min 48 s \| \| \| 8.º \| Jonas Gregaard \| Uno-X Pro Cycling Team \| + 1 min 48 s \| \| \| 9.º \| Cristián Rodríguez \| TotalEnergies \| + 1 min 48 s \| \| \| 10.º \| Nicolas Edet \| Arkéa-Samsic \| + 2 min 39 s \| \| |                      |                        |                  |
| |                      |                        |                  |
| |                      |                        |                  |
| Clasificación general |                      |                        |                  |
| Ciclista | Ciclista             | Equipo                 | Tiempo           |
| 1.º | Michael Woods        | Israel-Premier Tech    | 10 h 19 min 59 s |
| 2.º | Carlos Rodríguez     | Ineos Grenadiers       | + 1 min 16 s     |
| 3.º | Jesús Herrada        | Cofidis                | + 1 min 21 s     |
| 4.º | Alejandro Valverde   | Movistar Team          | + 1 min 24 s     |
| 5.º | Mattias Skjelmose    | Trek-Segafredo         | + 1 min 47 s     |
| 6.º | Nairo Quintana       | Arkéa-Samsic           | + 1 min 48 s     |
| 7.º | Odd Christian Eiking | EF Education-EasyPost  | + 1 min 48 s     |
| 8.º | Jonas Gregaard       | Uno-X Pro Cycling Team | + 1 min 48 s     |
| 9.º | Cristián Rodríguez   | TotalEnergies          | + 1 min 48 s     |
| 10.º | Nicolas Edet         | Arkéa-Samsic           | + 2 min 39 s     |

### 4.ª etapa
| Les Angles - Auterive | etapa escarpada | (188,3 km) |

| \| Clasificación de la etapa \| Clasificación de la etapa \| Clasificación de la etapa \| Clasificación de la etapa \| Clasificación de la etapa \| \| Ciclista \| Ciclista \| Equipo \| Tiempo \| \| \| ------------------------- \| ------------------------- \| -------------------------------- \| ------------------------- \| ------------------------- \| \| 1.º \| Niccolò Bonifazio \| TotalEnergies \| 4 h 13 min 49 s \| \| \| 2.º \| Matteo Moschetti \| Trek-Segafredo \| + 0 s \| \| \| 3.º \| Max Kanter \| Movistar Team \| + 0 s \| \| \| 4.º \| Elia Viviani \| Ineos Grenadiers \| + 0 s \| \| \| 5.º \| Thomas Boudat \| Go Sport-Roubaix Lille Métropole \| + 0 s \| \| \| 6.º \| Mattias Skjelmose \| Trek-Segafredo \| + 0 s \| \| \| 7.º \| Alejandro Valverde \| Movistar Team \| + 0 s \| \| \| 8.º \| Jonas Gregaard \| Uno-X Pro Cycling Team \| + 0 s \| \| \| 9.º \| Jesús Herrada \| Cofidis \| + 0 s \| \| \| 10.º \| Kim Heiduk \| Ineos Grenadiers \| + 0 s \| \| |                    |                                  |                 |
| |                    |                                  |                 |
| |                    |                                  |                 |
| Clasificación de la etapa |                    |                                  |                 |
| Ciclista | Ciclista           | Equipo                           | Tiempo          |
| 1.º | Niccolò Bonifazio  | TotalEnergies                    | 4 h 13 min 49 s |
| 2.º | Matteo Moschetti   | Trek-Segafredo                   | + 0 s           |
| 3.º | Max Kanter         | Movistar Team                    | + 0 s           |
| 4.º | Elia Viviani       | Ineos Grenadiers                 | + 0 s           |
| 5.º | Thomas Boudat      | Go Sport-Roubaix Lille Métropole | + 0 s           |
| 6.º | Mattias Skjelmose  | Trek-Segafredo                   | + 0 s           |
| 7.º | Alejandro Valverde | Movistar Team                    | + 0 s           |
| 8.º | Jonas Gregaard     | Uno-X Pro Cycling Team           | + 0 s           |
| 9.º | Jesús Herrada      | Cofidis                          | + 0 s           |
| 10.º | Kim Heiduk         | Ineos Grenadiers                 | + 0 s           |

## Clasificaciones finales
- Las clasificaciones finalizaron de la siguiente forma:[3]

### Clasificación general
| \| Clasificación general \| Clasificación general \| Clasificación general \| Clasificación general \| Clasificación general \| \| Ciclista \| Ciclista \| Equipo \| Tiempo \| \| \| --------------------- \| --------------------- \| ---------------------- \| --------------------- \| --------------------- \| \| 1.º \| Michael Woods \| Israel-Premier Tech \| 14 h 33 min 48 s \| \| \| 2.º \| Carlos Rodríguez \| Ineos Grenadiers \| + 1 min 16 s \| \| \| 3.º \| Jesús Herrada \| Cofidis \| + 1 min 21 s \| \| \| 4.º \| Alejandro Valverde \| Movistar Team \| + 1 min 24 s \| \| \| 5.º \| Mattias Skjelmose \| Trek-Segafredo \| + 1 min 44 s \| \| \| 6.º \| Jonas Gregaard \| Uno-X Pro Cycling Team \| + 1 min 47 s \| \| \| 7.º \| Nairo Quintana \| Arkéa-Samsic \| + 1 min 48 s \| \| \| 8.º \| Cristián Rodríguez \| TotalEnergies \| + 1 min 48 s \| \| \| 9.º \| Nicolas Edet \| Arkéa-Samsic \| + 3 min 41 s \| \| \| 10.º \| Andrey Zeits \| Astana Qazaqstan Team \| + 4 min 48 s \| \| |                    |                        |                  |
| |                    |                        |                  |
| |                    |                        |                  |
| Clasificación general |                    |                        |                  |
| Ciclista | Ciclista           | Equipo                 | Tiempo           |
| 1.º | Michael Woods      | Israel-Premier Tech    | 14 h 33 min 48 s |
| 2.º | Carlos Rodríguez   | Ineos Grenadiers       | + 1 min 16 s     |
| 3.º | Jesús Herrada      | Cofidis                | + 1 min 21 s     |
| 4.º | Alejandro Valverde | Movistar Team          | + 1 min 24 s     |
| 5.º | Mattias Skjelmose  | Trek-Segafredo         | + 1 min 44 s     |
| 6.º | Jonas Gregaard     | Uno-X Pro Cycling Team | + 1 min 47 s     |
| 7.º | Nairo Quintana     | Arkéa-Samsic           | + 1 min 48 s     |
| 8.º | Cristián Rodríguez | TotalEnergies          | + 1 min 48 s     |
| 9.º | Nicolas Edet       | Arkéa-Samsic           | + 3 min 41 s     |
| 10.º | Andrey Zeits       | Astana Qazaqstan Team  | + 4 min 48 s     |

### Clasificación de la montaña
| Clasificación de la montaña | Clasificación de la montaña | Clasificación de la montaña | Clasificación de la montaña | Clasificación de la montaña |
| Ciclista                    | Ciclista                    | Equipo                      | Puntos                      |                             |
| --------------------------- | --------------------------- | --------------------------- | --------------------------- | --------------------------- |
| 1.º                         | Winner Anacona              | Arkéa-Samsic                | 25 pts                      |                             |
| 2.º                         | Michael Woods               | Israel-Premier Tech         | 17 pts                      |                             |
| 3.º                         | Carlos Rodríguez            | Ineos Grenadiers            | 16 pts                      |                             |
| 4.º                         | Igor Arrieta                | Equipo Kern Pharma          | 12 pts                      |                             |
| 5.º                         | Nairo Quintana              | Arkéa-Samsic                | 11 pts                      |                             |
| 6.º                         | Niccolò Bonifazio           | TotalEnergies               | 11 pts                      |                             |
| 7.º                         | Michel Ries                 | Arkéa-Samsic                | 10 pts                      |                             |
| 8.º                         | Cristián Rodríguez          | TotalEnergies               | 8 pts                       |                             |
| 9.º                         | Carl Fredrik Hagen          | Israel-Premier Tech         | 7 pts                       |                             |
| 10.º                        | Laurens De Plus             | Ineos Grenadiers            | 7 pts                       |                             |

### Clasificación de los puntos
| Clasificación por puntos | Clasificación por puntos | Clasificación por puntos         | Clasificación por puntos | Clasificación por puntos |
| Ciclista                 | Ciclista                 | Equipo                           | Puntos                   |                          |
| ------------------------ | ------------------------ | -------------------------------- | ------------------------ | ------------------------ |
| 1.º                      | Max Kanter               | Movistar Team                    | 38 pts                   |                          |
| 2.º                      | Michael Woods            | Israel-Premier Tech              | 29 pts                   |                          |
| 3.º                      | Elia Viviani             | Ineos Grenadiers                 | 28 pts                   |                          |
| 4.º                      | Niccolò Bonifazio        | TotalEnergies                    | 27 pts                   |                          |
| 5.º                      | Thomas Boudat            | Go Sport-Roubaix Lille Métropole | 23 pts                   |                          |
| 6.º                      | Roger Adrià              | Equipo Kern Pharma               | 20 pts                   |                          |
| 7.º                      | Arnaud Démare            | Groupama-FDJ                     | 20 pts                   |                          |
| 8.º                      | Mattias Skjelmose        | Trek-Segafredo                   | 20 pts                   |                          |
| 9.º                      | Carlos Rodríguez         | Ineos Grenadiers                 | 17 pts                   |                          |
| 10.º                     | Matteo Moschetti         | Trek-Segafredo                   | 17 pts                   |                          |

### Clasificación de los jóvenes
| Clasificación del mejor joven | Clasificación del mejor joven | Clasificación del mejor joven | Clasificación del mejor joven | Clasificación del mejor joven |
| Ciclista                      | Ciclista                      | Equipo                        | Tiempo                        |                               |
| ----------------------------- | ----------------------------- | ----------------------------- | ----------------------------- | ----------------------------- |
| 1.º                           | Carlos Rodríguez              | Ineos Grenadiers              | 14 h 35 min 04 s              |                               |
| 2.º                           | Mattias Skjelmose             | Trek-Segafredo                | + 28 s                        |                               |
| 3.º                           | Jonas Gregaard                | Uno-X Pro Cycling Team        | + 31 s                        |                               |
| 4.º                           | Michel Ries                   | Arkéa-Samsic                  | + 6 min 29 s                  |                               |
| 5.º                           | Roger Adrià                   | Equipo Kern Pharma            | + 8 min 34 s                  |                               |
| 6.º                           | Filippo Baroncini             | Trek-Segafredo                | + 12 min 16 s                 |                               |
| 7.º                           | Louis Richard                 | Team U Nantes Atlantique      | + 13 min 10 s                 |                               |
| 8.º                           | Jordan Jegat                  | Team U Nantes Atlantique      | + 13 min 18 s                 |                               |
| 9.º                           | Jacob Hindsgaul Madsen        | Uno-X Pro Cycling Team        | + 13 min 24 s                 |                               |
| 10.º                          | Asbjørn Hellemose             | Trek-Segafredo                | + 13 min 56 s                 |                               |

### Clasificación por equipos
| Clasificación por equipos | Clasificación por equipos | Clasificación por equipos | Clasificación por equipos |
| Equipo                    | Equipo                    | Tiempo                    |                           |
| ------------------------- | ------------------------- | ------------------------- | ------------------------- |
| 1.º                       | Arkéa-Samsic              | 43 h 49 min 32 s          |                           |
| 2.º                       | Ineos Grenadiers          | + 9 min 59 s              |                           |
| 3.º                       | Trek-Segafredo            | + 15 min 22 s             |                           |
| 4.º                       | TotalEnergies             | + 27 min 05 s             |                           |
| 5.º                       | Movistar Team             | + 28 min 21 s             |                           |

## Evolución de las clasificaciones
| Etapa                   |                         | Ganador _         | Clasificación general | Puntos        | Montaña         | Jóvenes          | Equipo _          |
| ----------------------- | ----------------------- | ----------------- | --------------------- | ------------- | --------------- | ---------------- | ----------------- |
| 1.ª etapa               | etapa llana             | Arnaud Démare     | Arnaud Démare         | Arnaud Démare | Jean Goubert    | Pierre Barbier   | AG2R Citroën Team |
| 2.ª etapa               | etapa de media montaña  | Roger Adrià       | Roger Adrià           | Max Kanter    | Alan Jousseaume | Roger Adrià      | AG2R Citroën Team |
| 3.ª etapa               | etapa de montaña        | Michael Woods     | Michael Woods         | Michael Woods | Michael Woods   | Carlos Rodríguez | Arkéa-Samsic      |
| 4.ª etapa               | etapa escarpada         | Niccolò Bonifazio | Michael Woods         | Max Kanter    | Winner Anacona  | Carlos Rodríguez | Arkéa-Samsic      |
| Clasificaciones finales | Clasificaciones finales |                   | Michael Woods         | Max Kanter    | Winner Anacona  | Carlos Rodríguez | Arkéa-Samsic      |

## UCI World Ranking
La Ruta de Occitania otorgó puntos para el UCI World Ranking para corredores de los equipos en las categorías UCI WorldTeam, UCI ProTeam y Continental. Las siguientes tablas son el baremo de puntuación y los diez corredores que obtuvieron más puntos:
| Posición              | 1.º | 2.º | 3.º | 4.º | 5.º | 6.º | 7.º | 8.º | 9.º | 10.º | 11.º | 12.º | 13.º-15.º | 16.º-25.º |
| Clasificación general | 125 | 85  | 70  | 60  | 50  | 40  | 35  | 30  | 25  | 20   | 15   | 10   | 5         | 3         |
| Por etapa             | 14  | 5   | 3   |     |     |     |     |     |     |      |      |      |           |           |
| Líder                 | 3   |     |     |     |     |     |     |     |     |      |      |      |           |           |

| Clasificación |                          |                     |         |       |       |       |
| Posición      | Ciclista                 | Equipo              | General | Etapa | Líder | Total |
| ------------- | ------------------------ | ------------------- | ------- | ----- | ----- | ----- |
| 1.º           | Michael Woods            | Israel-Premier Tech | 125     | 14    | 3     | 142   |
| 2.º           | Carlos Rodríguez         | INEOS Grenadiers    | 85      | 5     | -     | 90    |
| 3.º           | Jesús Herrada            | Cofidis             | 70      | 3     | -     | 73    |
| 4.º           | Alejandro Valverde       | Movistar            | 60      | -     | -     | 60    |
| 5.º           | Mattias Skjelmose Jensen | Trek-Segafredo      | 50      | -     | -     | 50    |
| 6.º           | Jonas Gregaard           | Uno-X               | 40      | -     | -     | 40    |
| 7.º           | Nairo Quintana           | Arkéa Samsic        | 35      | -     | -     | 35    |
| 8.º           | Cristián Rodríguez       | TotalEnergies       | 30      | -     | -     | 30    |
| 9.º           | Nicolas Edet             | Arkéa Samsic        | 25      | -     | -     | 25    |
| 10.º          | Roger Adrià              | Kern Pharma         | 5       | 14    | 3     | 22    |